# Jászsági évkönyv

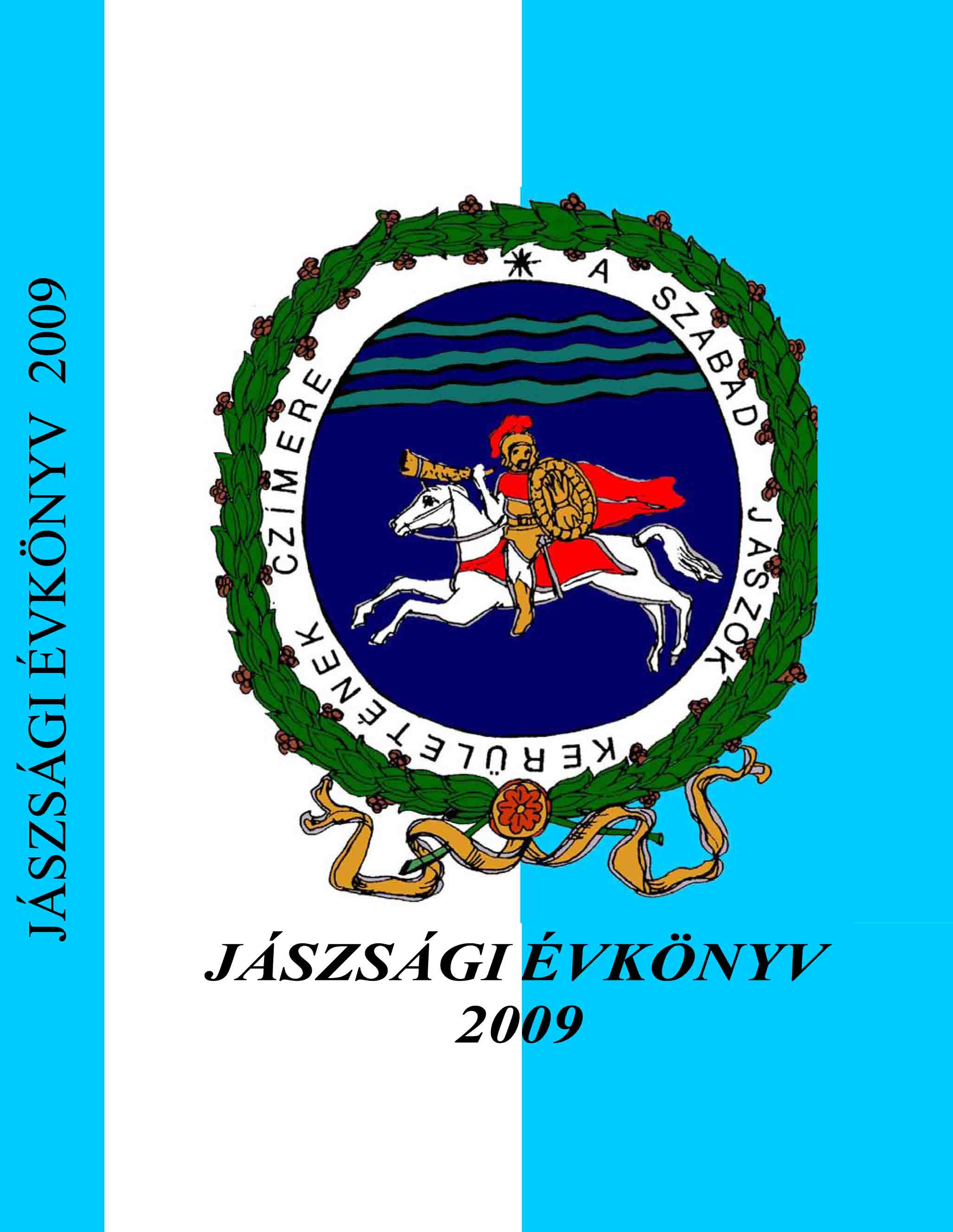
A Jászsági Évkönyv fedlapja

A Jászsági Évkönyv egy évente megjelenő kiadvány amely a Jászsági Évkönyv Alapítvány gondozásában 1993-ban jött létre. Az Alapítvány létrejötte óta gondozza a Jászsági Évkönyv megjelentetését. A kiadvány integrálja a kistérség társadalmának, gazdaságának, környezetvédelmének, kultúrájának és művészetének eredményeit és sikereit.
Az évkönyv elkészítése civil vállalkozás, abban évente nagyszámú önkéntes vállal munkát. Az önzetlen közreműködők közül tízen a kuratóriumban és a szerkesztőbizottságban, a többiek pedig a közreadandó anyagok megírásában, fényképezésében, archiválásában, lektorálásában és a terjesztésben vesznek részt. Folyamatos megjelentetése széles körű kooperáció eredménye, hiszen szerepet vállaltak benne a Jászságban tevékenykedő vagy a tájegységgel szorosabb, illetve lazább kapcsolatot tartó tudományos kutatók és gyakorlati szakemberek.

## Az évkönyvek szerkesztési elveiről
Az 1993-ban elindult kiadvány szerkesztői előtt egy – remélhetően – évente visszatérően megjelenő, adatokat, eseményeket megörökítő, de kommentárokat és tanulmányokat is magában foglaló kiadvány terve körvonalazódott. A szerkesztők alapvető szándékai közé tartozott a magas színvonalú, tudományos ismeretterjesztés igénye, és az is, hogy ennek érdekében minél több értelmiségit, illetve hozzáértő szakembert nyerjenek meg közreműködőnek. Az első számtól kezdve kialakult az a rovatrend, amely időközben csekély mértékben módosult. Az első szám beköszöntő előszóval indult, a későbbiekben viszont ez elmaradt. Helyette a művészet és az irodalom rovat került az első lapokra. A rovatban tanulmányok, interjúk, ismertetések készültek a Jászságban élő, vagy innen elszármazott művészekkel, legyenek azok festőművészek, filmrendezők vagy éppen operaénekesek. A szerkesztők szándékát, vezérlő gondolatát kifejező, Művészet című rovatot néhány évben az év eseménye helyettesítette. Így 1995-ben a Jászok Világtalálkozóján elhangzott, 2001-ben pedig a Millennium alkalmából tartott beszédek kerültek az első oldalakra.
Két történelemmel, ill. helytörténettel foglalkozó rovat állandósult: a História és Örökségünk. A história rovatban tanulmányok, vagy ilyen igénnyel készült írások jelennek meg. A tanulmányok tárgya nem szigorúan vett történettudomány, hanem ide sorolták be a régészeti, néprajzi, gazdaság- és üzemtörténeti tárgyú elemzéseket is. E rovat szerzői között található a legtöbb hivatásos kutató: akadémikust, egyetemi- főiskolai tanárt, tudományos minősítéssel rendelkező szakemberek nevét olvashatjuk a szerzői listában. Az utóbbi években pedig ide jelentkezett a legtöbb fiatal, kezdő kutató, egyetemi- és főiskolai hallgató, aki színvonalasnak bizonyult disszertációját vagy szakdolgozatát jelentethette meg a kiadványban. (Őket nemegyszer korábban nálunk publikált, idősebb pályatársaik ajánlották.) 
Az örökségünk című rovat abban válik külön az előbbitől, hogy itt legfőképpen forrásközléseket, naplórészleteket, memoárok jelentek meg. Ide kerültek azok a nekrológok is, amelyekben művészek, kutatók érdemeit és kiemelkedő munkásságát méltatták a szerzők. Az első években ebben a rovatban mutatták be - a főként helytörténeti érdekeltségű - civil szervezeteket. Később a civil szervezetek érdeklődése differenciálódott, így számukra, új önálló rovat szerveződött, amelyben a mentőkutyások teljesítménye ugyanúgy megjelent, mint a gyermektánc együttesé vagy a cserkészeké.
Szintén állandó rovatnak minősül a Kitekintés, amelynek önszerveződését a rendszerváltás is segítette. A korábban is létező, de mindenképpen szűkebb körű kapcsolatok az utóbbi években megélénkültek, és karakteressé vált nyugat-európai irányultságuk. Új testvérvárosi kapcsolatok szerveződtek, tanárok és lektorok érkeztek a gimnáziumokba és a Szent István Egyetem Alkalmazott Bölcsészeti Karára, korábbi nevén a  főiskolára, s igen sok szakember szerezhetett közvetlen tapasztalatokat külföldön. Ráadásul a partnerektől is érkeztek vendégek, köztük olyanok is, akik vállalkoztak tanulmányok és közlemények készítésére. Különösen sokat jelentett az a tény, hogy Vechta és Jászberény, ill. a vechtai és a SZIE ABK között rendszeressé és kölcsönössé váltak a kapcsolatok. Az adott keretben tanulmányok megjelentetésével alakult ki együttműködés az ottani Heimatbund Oldenburger Münsterland c. évkönyve és a mi kiadványunk között. A kitekintés rovat leggyakoribb szerzői vechtai tanárok, tisztviselők és muzeológusok, írásaikat pedig legtöbbször Vechtában tanuló magyar diákok, vagy tanárok fordították le.
Hasonlóképpen állandónak tekinthető az aktuális problémákat megvilágító, igen változatos tartalmú Jelen és jövő c. rovat. Ebben legtöbbször településfejlesztési és kommunális témákkal foglalkoztunk, de komoly teret kaptak a társadalom, a gazdaság, a környezetvédelem, az oktatásügy és az egészségvédelem kérdései is. A témaválasztás sokszínűségének következményeként a rovat szerzői között jogászokat, szociológusokat, mérnököket, tanárokat, közgazdászokat, parlamenti képviselőket, polgármestereket egyaránt találunk.
Az utóbbi években további változások történetek, melyek közül legjelentősebb a Gazdaság c. rovat létrehozása, melyben a kistérség gazdasági problémáit és sikereit egyaránt taglalják. Szintén az újabb kezdeményezések között említhető a tematikus számok megjelenése, melyek közül az 1956-os forradalom helyi vonatkozásait feltáró (2006), az oszét-jász nyelvrokonsággal foglalkozó (2007), a tanítóképző fennállásának 90. évfordulóját méltató (2007) és a rendszerváltás helyi előzményeit (2008) áttekintők említhetők.
Az évkönyv sajátosságaihoz leginkább igazodó rovat a Krónika. Ebben különféle források önkormányzati ülések jegyzőkönyvei, újságcikkek és egyéb adathordozók alapján állítjuk össze és tesszük közzé egy-egy város vagy község elmúlt évi eseményeit. Az összeállítást többnyire könyvtárosok készítik, évente több száz eseményt jegyeznek fel. A bennük való eligazodást tárgymutató segíti.

## A kiadvány hagyományos és elektronikus változata
A Jászsági Évkönyv – ISSN 1217-7954 - nyomdai formában készült változata minden évben Karácsonyra jelenik meg. A kilencvenes években csak nyomdai úton jutott el olvasóihoz, de kezdetektől fogva számítógépen készült, melyek anyagait tárolták. Az utóbbi évek útkeresési és megújulási törekvései jegyében a periodikum 2000-ben az interneten is megjelent. Mára a kiadványban közölt írások többsége közvetlenül elérhető és letölthető. Az elektronikus megjelenés új lehetőségeket is kínál, így elérhető az összes megjelent szám tartalomjegyzéke, ami lényegesen megkönnyíti az olvasók érdeklődésére számot tartó tanulmányok, írások és adatok  elérését. A tudásbázis jelleg erősítése jegyében új tematikus összeállítások is elérhetők, így a Jászsági Pantheon, az  Interjúk, portrék, a Családtörténetek és a kistérség megismerésének forrásaira utaló gyűjtemény a Linkek.

## Az évkönyv története
A folyamatosan megjelenő kiadvány a rendszerváltás éveiben jött létre. 1992-ben kapott az évkönyv felelős szerkesztője felkérést arra, hogy a megye folyóiratában, a Jászkunságban állítson össze egy önálló számot. Ebben a tematikus számban Jászsággal foglalkozó, jászsági vonatkozású tanulmányok, interjúk jelentek meg. Az összeállítás elkészülte után újabb, hasonló szám összeállítása is felvetődött. Időközben a szerkesztő és a közreműködők körében az is érlelődött, hogy ne a megyével együttműködve, hanem önállóan jelentessék meg kiadványt.
1993 tavaszán hosszas konzultáció és megbeszélés-sorozat kezdődött, melynek nyomán egy, a tervezett évkönyvet kiadó alapítvány létrehozása mellett döntöttek. A kiadványt és az ehhez nélkülözhetetlenül szükséges alapítványt három tanár (B. Jánosi Gyöngyi, Pethő László Archiválva 2011. február 23-i dátummal a Wayback Machine-ben, Wirth Lajos), két könyvtáros (Fodor István Ferenc, Hasznos Rozália) és egy mérnök (Muhoray György) alapította, minimális, 20 000 forintos alaptőkével. Az alapítók leginkább azért vállalkoztak erre, mert szerettek volna egy önálló jászsági kiadványt létrehozni, melyhez az alapítvány adott megfelelő jogi keretet. Az alapítók ismeretei és tapasztalatai leginkább a szerkesztésre vonatkoztak, valamennyien rendszeresen írtak. Egyikük szerkesztette az előbbiekben említett jászsági lapszámot, másikuk egy kisebb falu lapját gondozta, de a többiek is rendszeresen publikáltak, múzeumot szerveztek. Az alapítókból jött létre az első szerkesztőség, a felelős szerkesztői feladatokat a kezdetek óta Pethő László látja el. Az első szerkesztők közül Muharay György később kivált, majd Hortiné Bathó Edit múzeumigazgató, Hajdú László jászkiséri polgármester, Kármán Antal nyugdíjas menedzser és Szabó Jánosné könyvtárigazgató  kapcsolódtak be a kiadvány szerkesztésébe.
Ezzel szemben kevés jogi- és közgazdasági ismerettel rendelkeztek, amely kezdetekben kisebb nagyobb problémákat okozott. Nem kis gondot jelentett az alapítvány alapító okiratának megfogalmazása, jóváhagyása és bejegyeztetése, amely önzetlen jogászi segítség nélkül meghiúsult volna. A Jászsági Évkönyv Alapítvány kuratóriumi elnöki feladatait 1996-tól Kertész Ottó látja el, a kezdetekben Muhoray György és B. Jánosi Gyöngyi betöltötte ezt a tisztet.
A külső kapcsolatok közül feltétlenül meg kell említeni a helyi sajtó támogatását, amely rendszeresen hírt adott a kezdeményezésről, mintegy visszaigazolta és erősítette törekvéseinket. A kapcsolat azóta is fennmaradt, a helyi televízió, a rádió és a Jászkürt újság rendszeresen bemutatja és népszerűsíti az új évkönyvet.
Az előkészítés lényeges részét képezte az anyagi források biztosítása. Az előállítás költségeit különböző forrásokból fedezték, az alapítvány koordináló és összehangoló szerepet játszott a források biztosításában. Az évkönyvek megjelentetése három fontosabb forrásból származott és származik. A költségek fedezetének egyharmada származik a helyi önkormányzatok, s benne főleg a jászberényi önkormányzat  által megszavazott támogatásokból. Hasonló nagyságrendet képeznek az egyéb pályázati  források és a jövedelemadó 1%-ának felajánlásából származó források. Az ugyancsak jelentős támogatók közé sorolandók az önkéntesen , tiszteletdíj nélkül közreműködő szerzők és mindazok akik évről évre megvásárolják a kiadványokat.